# 夸莱郡

在肯尼亚的位置

夸莱郡，是肯尼亚的一個郡，位於該國南部，首府設於夸莱，始建於2013年3月4日，面積8,270平方公里，2009年人口649,931，人口密度每平方公里78.6人。